# Lucas Nine
Pour les articles homonymes, voir Nine.
Lucas Nine (San Isidro, Argentine, 13 janvier 1975) est un auteur des romans graphiques, illustrateur, et réalisateur de films d'animation.

## Biographie
Il est le fils de l'illustrateur argentin Carlos Nine. Après avoir étudié les beaux-arts en Argentine, il a entamé une carrière d'illustrateur dans divers médias. Ses illustrations dans le domaine des livres pour enfants ont été exposées à la Foire du livre pour enfants de Bologne (Italie). Ses dessins ont reçu les prix « Illustration » et « Livre complet » de l'ALIJA (Association argentine de littérature pour enfants et jeunes adultes) en 2005, 2007 et 2024.
Ses œuvres animées ont été exposées dans des festivals argentins, italiens, espagnols, allemands et français. Il a été scénariste et réalisateur de l'un des segments du long métrage « Ánima Buenos Aires » (2012).
Son livre « La Peur Émeraude » a été choisi comme l'un des albums de bande dessinée de l'année 2024 par l'hebdomadaire Télérama,.

## Publications françaises
- Dingo Romero, Les Rêveurs, 2008.
- Thé de Noix, Les Rêveurs, 2011.
- Les contes de suicidé, Warum, 2016.
- Jorge Luis Borges, Inspecteur des volailles, Les Rêveurs, 2018[8].
- Budapest ou presque, Les Rêveurs, 2019[9].
- Delicatessen Tout Est Bon, Les Rêveurs, 2022.
- La Peur Émeraude, Les Rêveurs, 2024[10],[11].
- Ce que nous avons perdu dans le feu, (adaptation en bande dessinée du livre du même nom de Mariana Enríquez), Éditions de Sous-Sol, 2025.
- Les Cahiers du Corbeau, Les Rêveurs, 2025[12].